# Korduan
Korduan er fint læder af gedeskind. Fortrinsvis brugt til galanterivarer og lignende.
Navnet stammer oprindelig fra "Cordoba", navn på by i Spanien, hvor denne slags læder først fremstilledes.